# Ujlaky Károly
Ujlaky Károly névvariáns: Újlaki (Budapest, 1944. március 24. – Budapest, 2011. október 10.) magyar színész.

## Életpályája
Édesapja: Ujlaky László, bátyja ifj. Ujlaky László, mindketten színművészek voltak. Színészi pályáját 1963-ban kezdte a Veszprémi Petőfi Színházban. 1965-től a győri Kisfaludy Színház, 1968-tól a Szegedi Nemzeti Színház művésze volt. 1973-tól 1994-ig a Budapesti Gyermekszínház, illetve a jogutód Arany János Színház tagja volt. Vendégművészként játszott a szekszárdi Német Színházban, az Evangélium Színházban, a New York-i Magyar Színházban és a Ruttkai Éva Színházban is. 1971-ben nívódíjat kapott. 1970 és 1973 között a szegedi Minerva Színpad rendezője volt. Önálló estek szerkesztője és előadója volt. Szabadidejében festészettel és versírással is foglalkozott, alkotótársa Károly Éva festőművész. Képeiket közösen is kiállították.

## Fontosabb színházi szerepei
- William Shakespeare: Rómeó és Júlia... Montague; Lőrinc barát
- Molière: Scapin furfangjai... Argante
- Friedrich Dürrenmatt: A nagy Romulus... Sulphurides
- Felkai Ferenc: Néró... Britannicus
- Gárdonyi Géza: A láthatatlan ember... Zéta
- Jókai Mór: A kőszívű ember fiai... Palvitz Ottó
- Molnár Ferenc: Liliom... Liliom
- Molnár Ferenc: Az üvegcipő... Sipos úr
- Valentyin Petrovics Katajev: A kör négyszögesítése... Jemeljan
- Márai Sándor: Kassai polgárok... Petrus, főbíró
- L. Frank Baum: Óz, a nagy varázsló... Szalmaember
- Peter Shaffer: Játék a sötétben... Brindsley
- Grigorij Lvovics Rosal – Abdilda Tazsibajev – Gyárfás Endre: Dzsomárt szőnyege... Dzsomárt
- Kálmán Imre: Csárdáskirálynő... Báró Rohnsdorff, főhadnagy
- Huszka Jenő: Mária főhadnagy... Jancsó Bálint
- Zágon István – Nóti Károly – Eisemann Mihály: Hyppolit, a lakáj... Makáts, főtanácsos
- Arthur Schnitzler: Anatol... Anatol (német nyelven)
- Hans Sachs: Ördöngős asszonyok... Ördögűző diák (német nyelven)
- Máté Péter – S. Nagy István: Krízis... Férfi

## Önálló est
- „25 éves vagyok ...”  (Egyetemi Színpad)
- Tennessee Williams-est (Darás Lénával közösen) [2]
- Tollas Tibor verseiből (Beregszászi Olgával közösen) – (Lakiteleki alap nagydíja)

## Filmek, tv
- A szívroham (1964)
- Plusz egy fő (1966)
- Virágvasárnap (1969)
- Gyula vitéz télen-nyáron (1970)
- Rózsa Sándor (sorozat) (1971)
- És mégis mozog a föld (sorozat) 2. rész (1973)
- Egy kis hely a nap alatt (1973)
- Vacsora a hadiszálláson (1975)
- Hosszú utazás (1975)
- Vörös rekviem (1976)
- Lincoln Ábrahám álmai (1976)
- Kísértés (1977)
- A szabadság katonái (1977)
- Nárcisz és Psyché (1980)
- A svéd, akinek nyoma veszett (1980)
- Vihar a lombikban (1980, átdolgozott változat: 1985)
- Mephisto (1981)
- Mese az ágrólszakadt igricről (1981)
- A tenger (sorozat) 2. rész (1982)
- Viadukt (1983)
- Fürkész történetei (sorozat) Vízfakasztó című rész (1983)
- Nagyúri mesterség (1984)
- Redl ezredes (1985)
- Gyerekrablás a Palánk utcában (1985)
- Helló, Einstein! (sorozat) 1. rész (1985)
- Miss Arizona (1988)
- Vera (1989)
- Találkozás Vénusszal (1991)
- Az utolsó táltos (1992)
- Kisváros (sorozat) Titkosírás című rész (1996)
- Szomszédok (sorozat) 243.rész;  244 rész (1996)
- Honfoglalás (1996)
- Chacho Rom (2002)